# Balaenotus
Balaenotus — вимерлий рід китоподібних з пліоцену Бельгії.

## Класифікація
Balaenotus відомий лише з типового виду B. insignis.